# Lucien Theys
Lucien Theys (Lucien Maurice Theys; * 25. Februar 1927 in Overijse; † 19. Januar 1996 ebenda) war ein belgischer Langstrecken- und Hindernisläufer.
Bei den Olympischen Spielen 1948 in London schied er über 3000 Meter Hindernis im Vorlauf aus.
1950 siegte er beim Cross der Nationen, wurde bei den Europameisterschaften in Brüssel Sechster über 5000 Meter und gewann die Corrida Internacional de São Silvestre.
1952 kam er bei den Olympischen Spielen in Helsinki auf Platz über 5000 Meter auf Platz 14 und 1954 bei den Europameisterschaften in Bern über 10.000 Meter auf Platz 19.
Je zweimal wurde er Belgischer Meister über 5000 Meter (1949, 1950) und im Crosslauf (1950, 1953), je einmal über 10.000 Meter (1953) und über 3000 Meter Hindernis (1948). 1950 wurde er außerdem Englischer Meister über drei Meilen.

## Persönliche Bestzeiten
- 5000 m: 14:22,2 min, 22. Juli 1952, Helsinki
- 10.000 m: 30:16,6 min, 1. Juli 1953, Helsinki
- 3000 m Hindernis: 9:32,8 min, 1948